# Бинсе
Бинсе (фр. Buncey) насеље је и општина у источном делу централне Француске у региону Бургоња, у департману Златна обала која припада префектури Монбар.
По подацима из 2011. године у општини је живело 390 становника, а густина насељености је износила 14,43 становника/km². Општина се простире на површини од 27,02 km². Налази се на средњој надморској висини од 232 метара (максималној 334 m, а минималној 222 m).

## Демографија
| 1962. | 1968. | 1975. | 1982. | 1990. | 1999. | 2011. |
| ----- | ----- | ----- | ----- | ----- | ----- | ----- |
| 351   | 352   | 286   | 364   | 395   | 386   | 390   |

График промене броја становника у току последњих година